# Audiencia Provincial de Cantabria
La Audiencia Provincial de Cantabria es un tribunal de justicia que ejerce su jurisdicción sobre la comunidad autónoma uniprovincial de Cantabria (España).
Conoce de asuntos civiles y penales. Cuenta con cuatro secciones: dos civiles (secciones segunda y cuarta) y dos penales (secciones primera y tercera).
Tiene su sede en el Palacio de Justicia de Santander situado en capital cántabra. El actual presidente de la Audiencia Provincial de Cantabria es, desde 2015, José Arsuaga Cortázar.

## Presidentes
| Nombre                                          | Período                                         |
| ----------------------------------------------- | ----------------------------------------------- |
| Aurelio Peláez y Laredo                         |                                                 |
| Modesto Domingo Calvo                           | 12 de marzo de 1923 - 15 de enero de 1927       |
| José Santaló Rodríguez                          | 15 de enero de 1927 - 3 de marzo de 1930        |
| Vicente Mora Arenas                             | 3 de marzo de 1930 - 22 de marzo de 1932        |
| Juan Muñoz y García Lomas                       | 22 de marzo de 1932 - 4 de marzo de 1936        |
| Emilio Gómez Fernández                          | 4 de marzo de 1936 - 5 de junio de 1937         |
| Emilio Macho Quevedo                            | 5 de junio de 1937 - 26 de noviembre de 1937    |
| Ramón de la Concha y García Cieño               | 26 de noviembre de 1937 - 13 de octubre de 1938 |
| Cayetano Álvarez Osorio y Farfán de los Godos   | 13 de octubre de 1938 - 27 de marzo de 1941     |
| Adolfo Sánchez de Movellán y Gutiérrez de Celis | 27 de marzo de 1941 - 6 de octubre de 1960      |
| Gumersindo González Gutiérrez                   | 6 de octubre de 1960 - 12 de junio de 1969      |
| Manuel Díaz-Berrio y Cava                       | 12 de junio de 1969 - 11 de diciembre de 1980   |
| José María Azpeurrutia y Moreno                 | 11 de diciembre de 1980 - 19 de mayo de 1982    |
| Jesús Porras de la Mata                         | 19 de mayo de 1982 - 6 de marzo de 1990         |
| José Luis Gil Sáez                              | 15 de marzo de 1990 - 14 de noviembre de 1997   |
| Javier de la Hoz de la Escalera                 | 14 de noviembre de 1997 - 5 de mayo de 2008     |
| José Luis López del Moral Echeverría            | 5 de mayo de 2008 - 6 de febrero de 2015        |
| José Arsuaga Cortázar                           | 22 de mayo de 2015 - actualidad                 |